# Петров Олег Вікторович
Петров Олег Вікторович (рос. Петров Олег Викторович; нар. 18 квітня 1971, Москва, СРСР) — радянський та російський хокеїст, центральний нападник. З січня 2013 року виступає за «Локомотив» (Ярославль) КХЛ. В період між 1992 і 2003 роками він зіграв 402 матчі у Національній хокейній лізі за Монреаль Канадієнс‎ і Нашвілл Предаторс‎, в яких закинув 73 шайби та зробив 121 передачу.

## Кар'єра (клубна)
Олег почав свою кар'єру в Росії в складі ХК ЦСКА, з яким він виграв в 1991 році Кубок Шпенглера. У тому ж році обраний в Драфті НХЛ під 127-й номером Монреаль Канадієнс‎. У 1993 році він виграв з «Монреаль Канадієнс» Кубок Стенлі, хоча вистапав за клуб тільки в плей-оф. У наступні роки грав, як за «Монреаль Канадієнс» в НХЛ так і за фарм-клуб  «Фредеріктон Канадієнс‎» в АХЛ. Таким чином, Олег вирішив у 1996 році переїхати в Європу - спочатку в італійську Серію А ( ХК «Мерано»), а потім і в НЛА в клуб Амбрі-Піотта, в складі останнього він перетворився на найкращого бомбардира НЛА (наприклад, сезон 1997/98 закінчив з таким результатом: 40 матчів, 30 голів і 63 результативні передачі, 11 голів та 11 передач в 20 матчах плей-оф).
Після участі в чемпіонаті світу 1998 року Петров вирішив повернутися в НХЛ. Він грав разом з капітаном «Канадієнс», Саку Койву в одній ланці. У сезоні 2000/01 встановив особистий рекорд: 17 голів та 30 передач, а в наступному сезоні додав до активу ще 7 голів. Після старту сезону 2002/03, який Олег розпочав недуже вдало, був переведений в Нашвілл.
У сезоні 2003/04 Петров повернувся до Швейцарії і підписав контракт з ХК «Серветт-Женева» — 48 матчів 56 очок (24 + 32). Через рік підписує контракт з ХК «Цуг», за який виступає протягом трьох років та стає найкращим бомбардиром клубу — набрав в регулярному чемпіонаті 151 очко (59 + 92) та в матчах плей-оф 22 очка (8 + 14). У жовтні 2007 року він був запрошений Ак Барс (Казань), ще один гравець ХК «Цуг» Юкка Хентунен також відправився в сезоні 2007/08 до Казані. З 2009 по 2011 роки грав за «Атлант», а в листопаді 2011 року приєднався до Ак Барса.
З серпня 2012 року по січень 2013 виступає за московський «Спартак». 26 січня обміняний на Данило Єрдакова в «Локомотив» (Ярославль).

## Кар'єра (збірна)
1989 року Олег Петров брав участь в Чемпіонаті Європи серед юніорів (U18). Два роки по тому вже в складі молодіжної збірної СРСР став срібним призером чемпіонату світу. Брав участь в чемпіонатах світу 1998 і 1999 роках, де збірна Росії посідала п'яте місце та у 2000 році одинадцяте місце.
Також брав участь у чемпіонаті світу 2004 року, але у всіх матчах залишався в запасі.

## Нагороди та досягнення
- 1991 Володар Кубка Шпенглера в складі ХК ЦСКА.
- 1993 Володар Кубка Стенлі в складі Монреаль Канадієнс‎.
- 1998 Володар Континентального кубка в складі Амбрі-Піотта.
- 1998 Найкращий форвард Континентального кубка.
- 1998 Найкращий бомбардир Національної ліги А в складі «Амбрі-Піотта».
- 1999 Найкращий бомбардир Національної ліги А в складі «Амбрі-Піотта».
- 2003 В команді Усіх зірок Кубка Шпенглера.
- 2009 Володар Кубка Гагаріна в складі клуб Ак Барс (Казань).

## Сім'я
З першою дружиною Наталією прожив у шлюбі більше 10-ти років, є спільний син Антон. Із другою дружиною має двох дітей. Сім'я проживає в Канаді.